# Bannockburn (Nowa Zelandia)
Bannockburn – miasto w Nowej Zelandii, na Wyspie Południowej, w regionie Otago.